# Valladolid (província)
Valladolid, Valhadolid ou Valhadolide[ver grafia] (em castelhano: Valladolidⓘ) é uma província da Espanha, no centro da comunidade autónoma de Castela e Leão. A sua capital é Valladolid.
Tem uma população de 520 716 pessoas em um total de 225 municípios, uma área de 8 110 km2 (3 130 milhas quadradas) e uma densidade populacional de 64,19 pessoas por km2.
A capital é a cidade de Valladolid. Faz fronteira com as províncias de Zamora, Leão, Palência, Burgos, Segóvia, Ávila e Salamanca. É assim a única província espanhola rodeada inteiramente por outras províncias da mesma comunidade autônoma. É a única província peninsular que não tem montanhas.
Como a extensa planície em que a província se encontra é estrategicamente importante para o transporte terrestre, é um importante centro de comunicações. Do ponto de vista nacional, ela liga Madri ao norte da Espanha, de Vigo, na Galiza, à San Sebastián, no País Basco; e do ponto de vista internacional, é a rota terrestre mais curta entre o Porto, no norte de Portugal, com Hendaye no sul da França.
A gastronomia da província é como a de Castela – as carnes e os assados ocupam um lugar central. Um dos pratos mais típicos é o lechazo, um prato feito de cordeiros não desmamados, semelhante à vitela. Leitão, morcela, enchidos e queijos de ovelha também são tradicionais. A província tem cinco vinhos com denominação de origem.
A província já foi capital da corte castelhana e antiga capital do Império durante os reinados dos imperadores Carlos I, Filipe II e Filipe III, o que explica por que até hoje ela continua repleta de castelos e fortalezas. A capital possui um importante patrimônio histórico-artístico e um dos mais importantes museus de escultura da Europa. A província de Valladolid é especialmente famosa por suas procissões da Semana Santa, tanto na capital como nas localidades de Medina de Rioseco e Medina del Campo. Além disso, a província tem dois sítios do patrimônio mundial da UNESCO na sua categoria Programa Memória do Mundo: o Tratado de Tordesilhas e o Arquivo Geral de Simancas.

### Municípios mais populosos

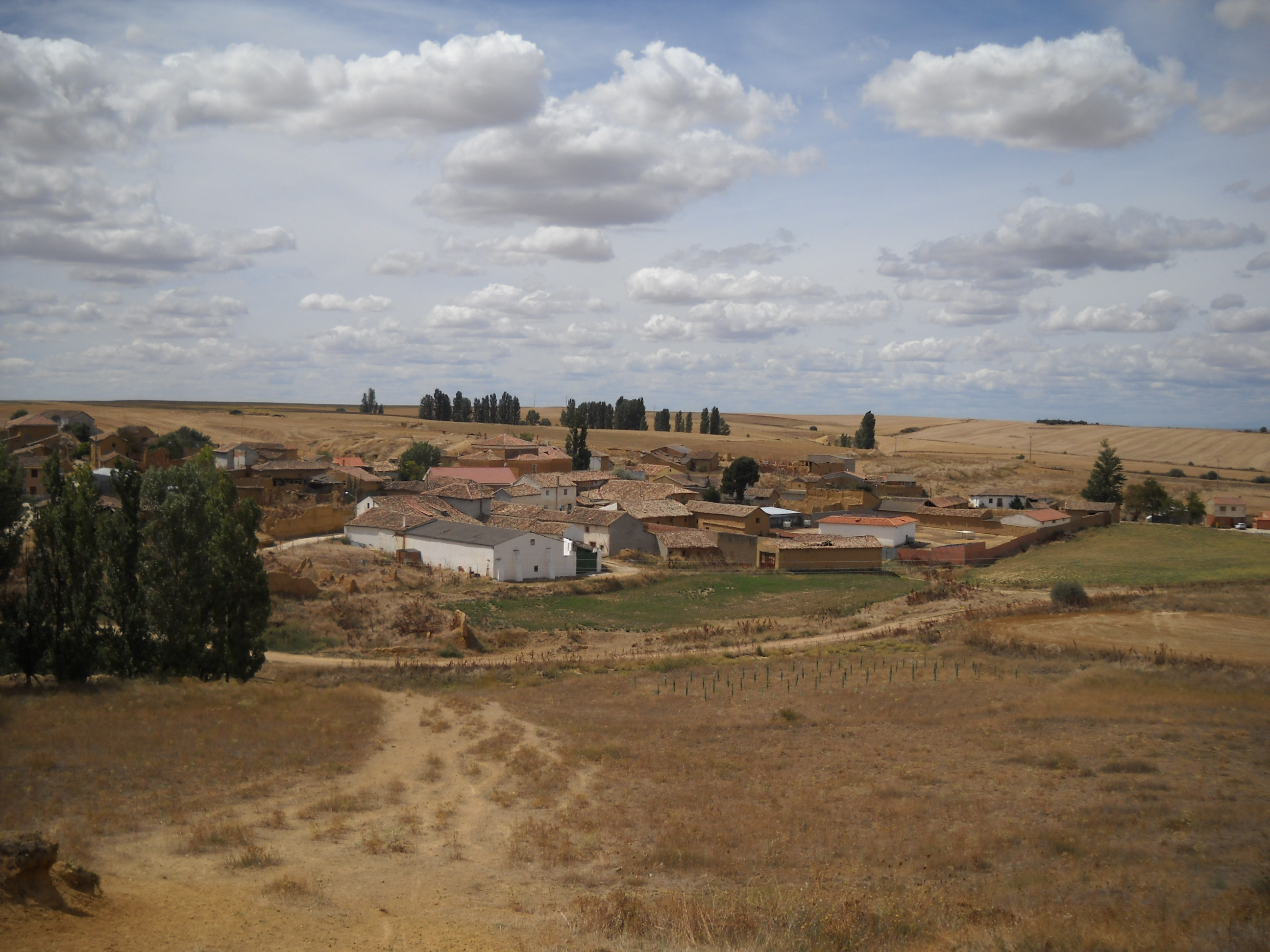
Aldeia de Fontihoyuelo

Os vinte municípios mais populosos da província de Valladolid são os seguintes (INE de 2014):
| Município por população | Município por população  | Município por população |
| Classificação           | Município                | População               |
| ----------------------- | ------------------------ | ----------------------- |
| 1ª                      | Valladolid               | 306 830                 |
| 2ª                      | Laguna de Duero          | 23 555                  |
| 3ª                      | Medina del Campo         | 21 274                  |
| 4ª                      | Arroyo de la Encomienda  | 17 572                  |
| 5ª                      | Tordesillas              | 8 973                   |
| 6ª                      | Cistérniga               | 8 734                   |
| 7ª                      | Tudela de Duero          | 8 717                   |
| 8ª                      | Íscar                    | 6 678                   |
| 9ª                      | Zaratán                  | 6 029                   |
| 10ª                     | Peñafiel                 | 5 428                   |
| 11ª                     | Simancas                 | 5 331                   |
| 12ª                     | Cigales                  | 5 008                   |
| 13ª                     | Medina de Rioseco        | 4 906                   |
| 14ª                     | Aldeamayor de San Martín | 4 891                   |
| 15ª                     | Santovenia de Pisuerga   | 4 155                   |
| 16ª                     | Boecillo                 | 3.989                   |
| 17ª                     | Olmedo                   | 3 759                   |
| 18ª                     | Cabezón de Pisuerga      | 3 622                   |
| 19ª                     | Pedrajas de San Esteban  | 3 503                   |
| 20ª                     | Mojados                  | 3 384                   |

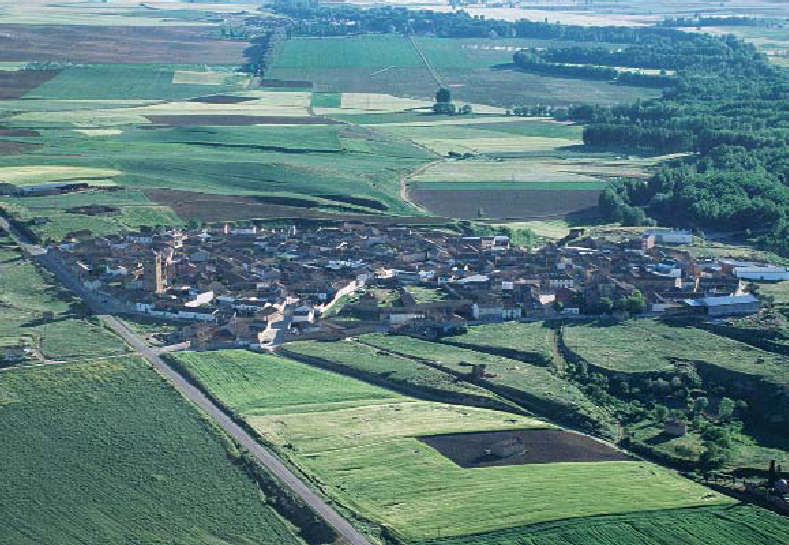
A província tem 225 municípios, a maioria pequenos

Tendo em conta que a população de Valladolid, Laguna de Duero, Medina del Campo e Arroyo de la Encomienda representam quase 75% do total dos 23 municípios da área metropolitana de Valladolid, há um claro contraste demográfico com áreas altamente despovoadas de um marcado caráter rural; entre as áreas mais desabitadas da província estão Aguasal, Torrecilla de la Torre, Almenara Adaja, San Salvador e Fontihoyuelo, que não ultrapassam os 40 habitantes registrados.

## Comarcas
Esta província subdivide-se nas seguintes comarcas:
- Tierra del Vino
- Tierra del Pan
- Tierra de Campos
- Tierra de Pinares
- Campo de Peñafiel
- Campiña del Pisuerga
- Páramos del Esgueva